# 図書館猫

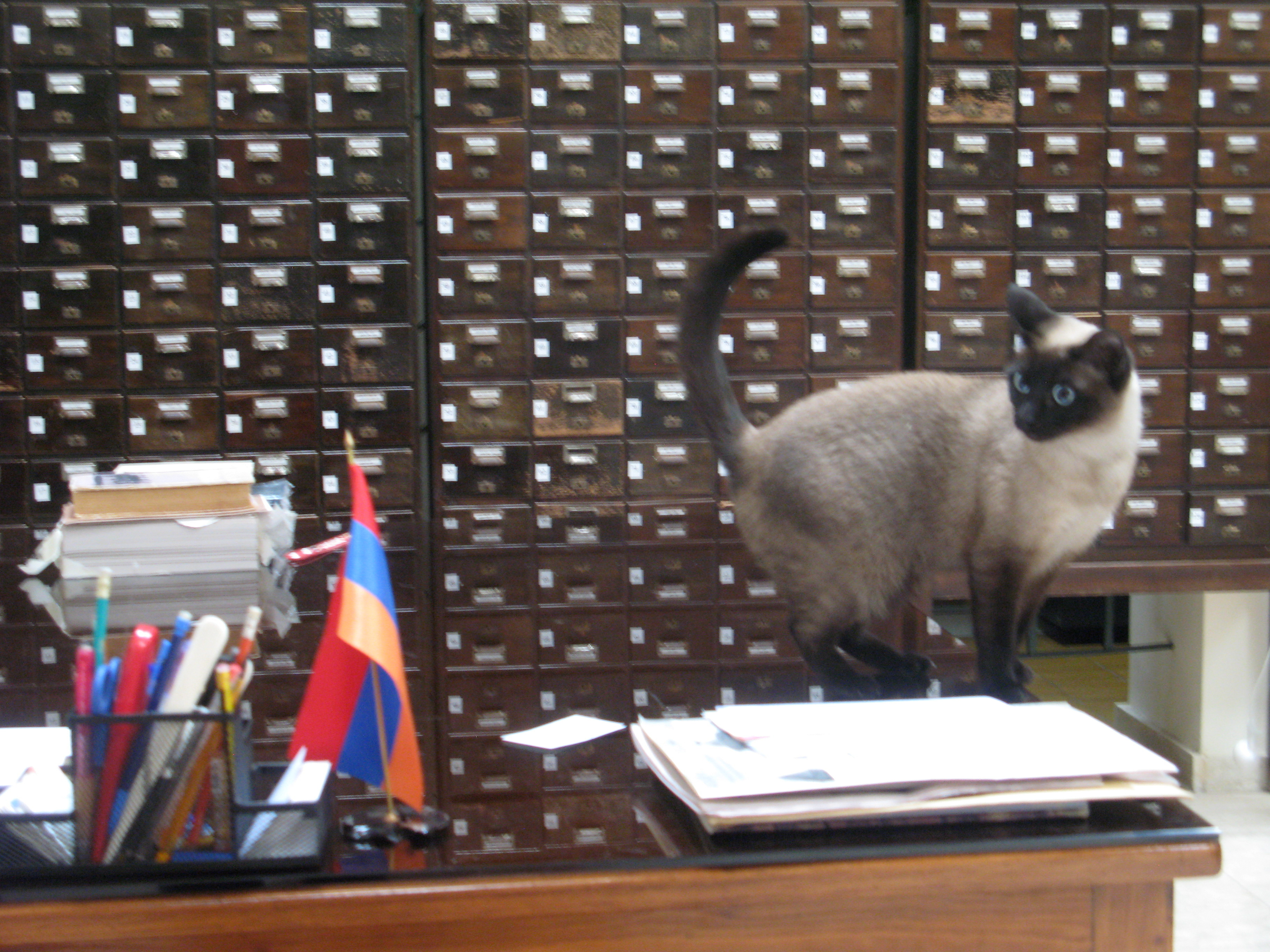
東エルサレムのガルベンキアン図書館にいる「イスラエル」

図書館猫（としょかんねこ、英: Library cat）は公共図書館で飼われている猫である。猫と図書館の関係は、中世から19世紀・20世紀を経て今日まで続いている。当初は書籍をネズミから守る目的があったが、現代の図書館猫は図書館のプロモーションや環境作りに利用され、映画や文学でも題材にされている。

## 歴史
猫と図書館の関係は何世紀にもわたる。中世の修道院の記録からは、図書館猫は貴重な写本を食べる危険性のあるネズミへの対策として修道院で猫が飼われることがあったことがわかる。19世紀にはげっ歯類を本から遠ざけるためにイギリス政府が猫を飼っていた図書館に費用を支出したことがある。

## 現代の図書館猫

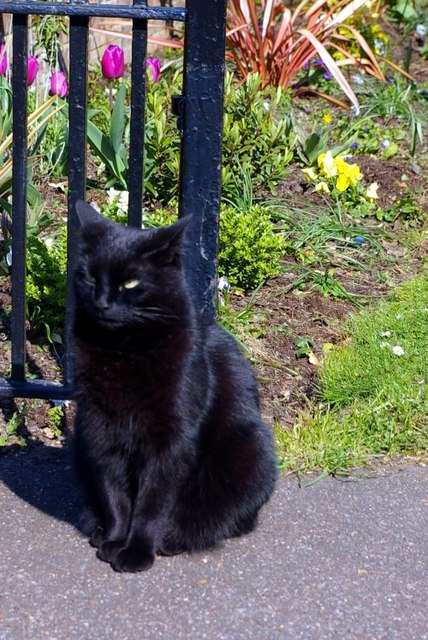
イングランド、ケンブリッジにあるロックロード図書館で飼われている猫のシド

図書館猫は本や映画に出演したり、 図書館の前に石像が建立されて不朽の名声を得たり、団体の理事会で役職を与えられたりしている。多くの猫はマーケティングや宣伝活動の仕事に関係する、注目を浴びるような役職を付与されている。
現在は存在しない組織である図書館猫協会は、図書館猫の確立、尊敬、および認知を促進するために1987年に設立された。協会には何十もの図書館が加盟し、猫についての情報を交換し、図書館猫についての刊行物を出版した。
Cats, Librarians, and Libraries: Essays for and About the Library Catという論集が刊行されており、猫と図書館の関係を探求している。図書館猫の生活は、 Puss in Booksという映画を制作したゲイリー・ローマというドキュメンタリー作家により調査が行われた。

## 図書館からの排斥
図書館と猫の関係については、時折問題が起こることがある。 あるケースでは、アレルギーを持つ利用者が障害を持つアメリカ人法の違反を主張し、懸念に基づいて図書館から猫を排除する試みがあった。排除のほかの要因としては、図書館猫が補助犬に反応したということがある。
ニューヨークのパトナムバレーにある図書館では、猫が排除されたことで財政的な悪影響が生じた。パトナムバレーの住民のうち2人が猫を排除することに腹を立てて、遺言から図書館への寄付の記載を削除した。これにより図書館は80,000ドルもの損失を受けた可能性がある。
テキサス州ホワイトセトルメントの図書館に住む猫のブラウザーについては、2016年に議会で退去決議が出たが、この決議は住民から強い批判を受けた。反対の結果、ブラウザーは図書館にとどまることを許された。

## 利点
図書館猫は利用者と親しくなり、司書の士気を高め、読書や識字のプログラム開始のきっかけとなってきた。猫はまた、マーケティングキャンペーンにも役立ち、特にソーシャルメディアで、図書館の宣伝をするためによく使われる。 猫は通常、他の動物（例えば犬）のように大きな音を立てないためリラックスした環境を作り出し、常連客や図書館員の日々のストレスを和らげる効果がある。猫は一般的に独立して生活する性質があり、世話をする手間を省くことができ、利用者とも共存できるため、こうした図書館の環境に合っている。

## 有名な例
デューイ・リードモア・ブックスはおそらく最も有名な図書館の猫である。 オス猫で、アメリカ合衆国アイオワのスペンサー公共図書館に18年間住んでいた。 死後にはこの猫についての本も出版された。
同じくアメリカ合衆国のネヴァダ州ダグラス郡の図書館で飼われていたスコティッシュフォールドであるベイカーとテイラーは地元で非常に有名になり、名前の由来となった図書の卸売業者であるベイカー&テイラー社のポスターにも採用された。
日本では、喬木村立椋鳩十記念図書館に迷い込んだ茶トラのオス猫「ムクニャン」が猫館長に任命されている。

## その他の文化関連施設と猫

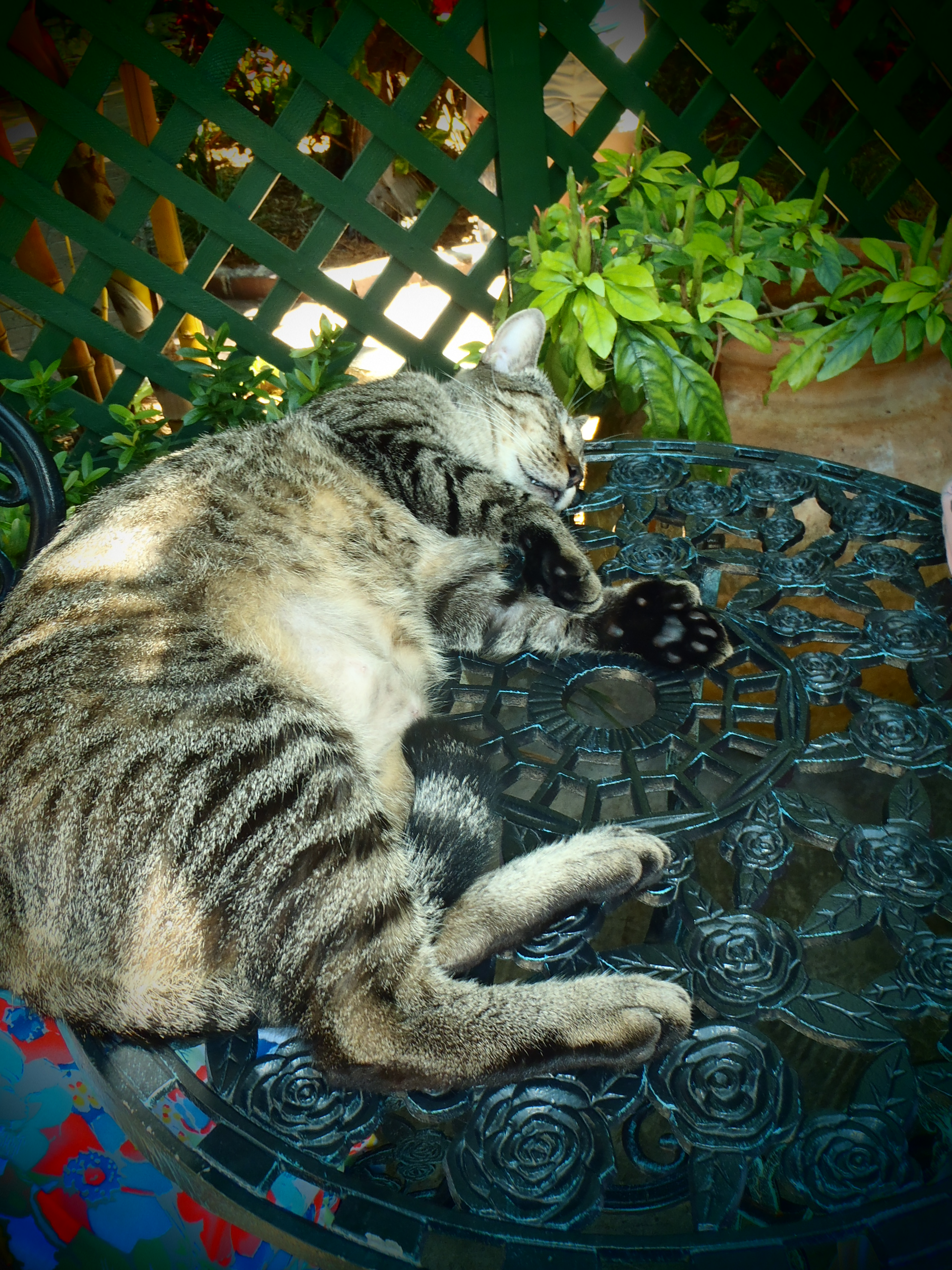
ヘミングウェイ博物館でくつろぐ猫

### 書店
猫はアメリカ全土の自営業の書店でしばしば飼われている。ニューヨークのゴッサム・ブック・マートは常に猫を飼っており、歴代の書店猫に文学にちなむ名前をつけている。
日本にも猫のいる書店がある。2017年に、保護猫を「店員」として飼い、猫の本を中心に扱う書店Cat's Meow Booksが東京都世田谷区若林に開店した。2018年に開業した埼玉県寄居町にある書店ネコオドルも同様に猫の本を中心に扱い、店内で猫を飼っている。

### 博物館・美術館
フロリダのキーウェストにある文学館であるアーネスト・ヘミングウェイ博物館では多指症の猫が複数飼われている。これはアーネスト・ヘミングウェイの愛猫が多指症であったことにちなんでおり、現在のヘミングウェイ博物館で「ヘミングウェイの猫」として飼われている猫はヘミングウェイ自身の愛猫と血縁関係がある。
エリザヴェータ女帝はネズミとりのため宮殿に猫を住まわせることを命じ、これらの猫のあとつぎが今なおエルミタージュ美術館に住んでいて、エルミタージュの猫と呼ばれている。

## 引用文献
- Pacini, Daniela (Summer 2009). "Breaking Down Barriers: Dogs and Cats in Public Libraries". Faculty of Information Quarterly (University of Toronto) 1 (3). ISSN 1925-9107.